# Малый Гостиный двор (Санкт-Петербург)
Малый Гостиный двор — историческое здание торгового назначения в центре Санкт-Петербурга.

## Общие сведения

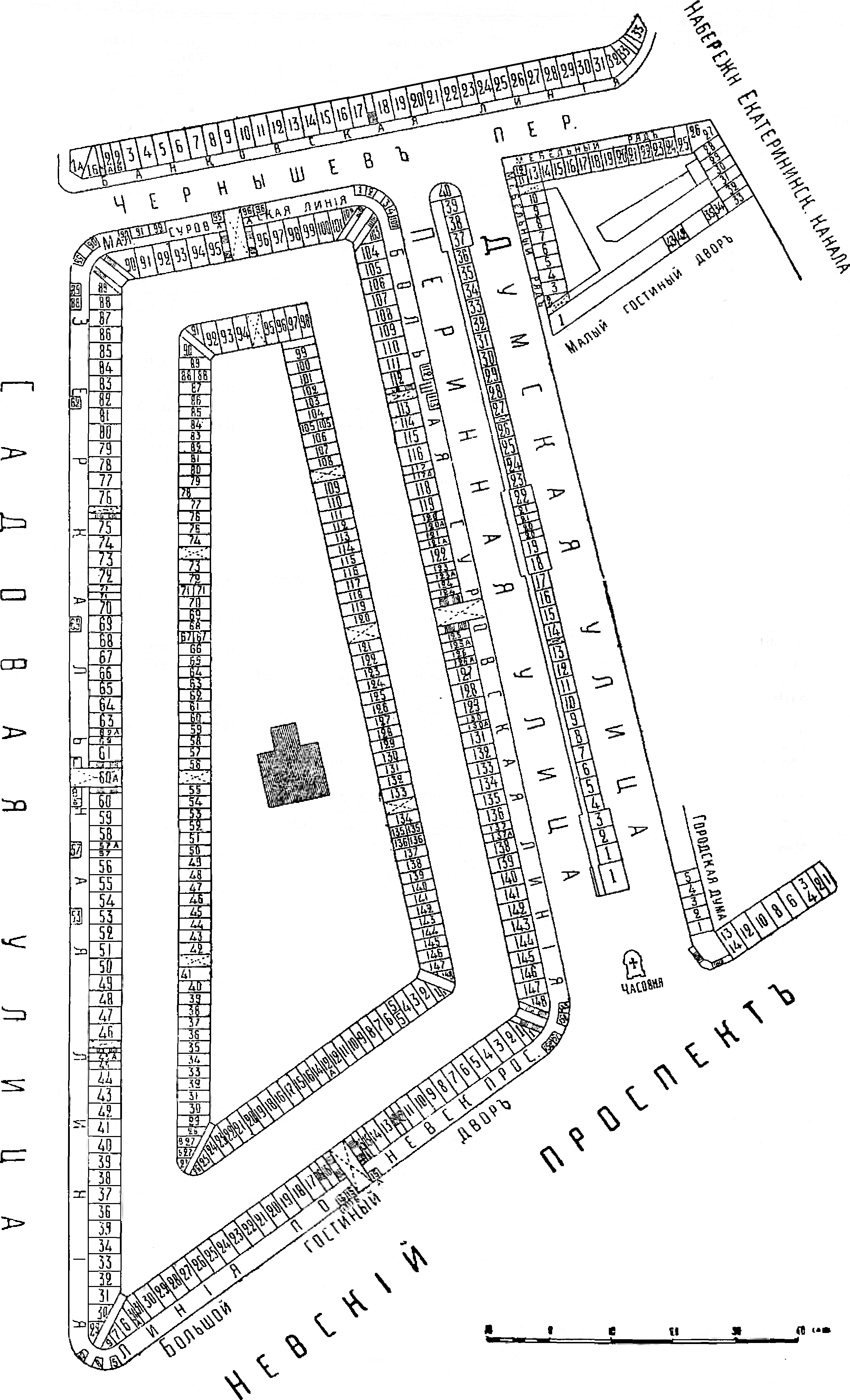
Малый Гостиный двор на общей схеме торговых мест Гостиного двора. 1917 год

Здание находится между Гостиным двором, Университетом экономики и финансов и Центральными железнодорожными кассами (Пассаж на набережной канала Грибоедова), в одном квартале с зданием городской столичной думы. Фасады здания выходят на три улицы: набережную канала Грибоедова (адрес: набережная канала Грибоедова, 26/2), улицу Ломоносова, (дом № 2/26) и Думскую улицу (дом № 9).

## История
Здание было построено в 1790-х годах архитектором Джакомо Кваренги, который примерно в то же время строил соседнее здание Ассигнационного банка.
Здание изначально строилось под торговое назначение, его архитектура подчинена функциональным свойствам и напоминает другие рынки Санкт-Петербурга того времени.
Кваренги строил Малый Гостиный двор с тем же силуэтом, как и Гостиный двор — с одинаковыми фасадами по всем трём улицам в виде открытой аркады двух этажей. Этот вид здание сохраняло до перестройки в 1879—1880-х годах.
Этот гостиный двор функционировал так же, как и «большой» гостиный двор: торговля велась как в розницу, так и оптом; товар отпускался со складов, находящихся во дворе.
Малый Гостиный Двор имел свою специализацию — в этом здании было размещено множество мебельных магазинов.
Торговля в этом здании велась только в светлое время суток, был запрет на использование свечей, связанный с противопожарной безопасностью здания.
В 1860 году по проекту Н. П. Гребёнки корпуса здания были перестроены, позже, в 1879—1880 годах была выполнена перестройка по проекту Г. А. Львовича.
Здание сохраняло свои функции до революции. После прихода новой власти в здании разместился учебный комбинат КОГИЗ, который готовил специалистов книжной торговли.
Впоследствии в здании находился библиотечный техникум.
После войны здание заняли городская художественная школа и художественно-производственные мастерские Театра драмы и комедии.
- В конце XX — начале XXI веков в здании дополнительно разместились различные учреждения, существовал бизнес-центр «Грибоедова 26»[5]. По состоянию на март 2011 года[обновить данные] в здании функционируют кафе, ночные клубы, бары, различные торговые точки.

С 1997 года здание целиком сдано в аренду Петербургскому агентству недвижимости на срок до 2046 года, по условиям договора арендатор должен был реконструировать исторический комплекс.
Но существовали определённые сложности — в здании существовали две жилых квартиры, а часть здания занимало ФГУК «Ингрия».
После урегулирования формальностей в 2008 году Петербургское агентство недвижимости представило проект создания гостиницы, в результате чего площадь здания должна вырасти с 10 650 м² до 26 000 м².
После того как ПАН в течение трёх лет после полной передачи здания не успело создать там торгово-гостиничный комплекс, городская администрация выставила его на торги. В рамках международного инвестиционного форума PROEstate-2010 Малый Гостиный двор был продан 8 августа 2010 года. Покупателем здания стало ООО «Мойка, 22», которое является дочерней структурой «Петербургского агентства недвижимости», и проект, по которому на месте бывшего рынка должен возникнуть отель 4*-5* остаётся в силе.
Долгое время продолжалась тяжба между КУГИ СПб и ООО «Центр Плюс» (которому ФГУК Ингрия сдала помещения в аренду на 49 лет)о выселении последнего в связи с ликвидацией арендодателя. Однако в феврале 2011 года Коллегия Высшего арбитражного суда России отменила принятые ранее по делу решения и направила его на новое рассмотрение.